# Ahmed Fathy
Ahmed Fathy (Arabisch: أحمد فتحي; Banha, 10 november 1984) is een Egyptisch voormalig professioneel voetballer die doorgaans speelde als rechtsback. Tussen 2000 en 2024 was hij actief voor Ismaily, Sheffield United, Al-Ahly, Kazma, Hull City, Umm-Salal, opnieuw Al-Ahly, en Pyramids. Fathy maakte in 2001 zijn debuut in het Egyptisch voetbalelftal en kwam uiteindelijk tot honderdzesendertig interlandoptredens.

## Clubcarrière
Fathy speelde al zeven jaar in Egypte voor Ismaily, toen in 2007 een bod van zeven ton van Sheffield United werd geaccepteerd, waarna hij op 24 januari 2007 een halfjarig contract tekende in Engeland. Na dat halve jaar had hij pas drie wedstrijden gespeeld en Al-Zamalek trok nadrukkelijk aan de speler. Hij besloot om zijn heil buiten Egypte te gaan zoeken, maar Al-Ahly wist hem echter wel over te halen en hij tekende daar wél een contract.
Hij kwam echter pas na de sluiting van de inschrijving voor de competitie, dus hij moest verhuurd worden om drie maanden wedstrijdervaring op te kunnen doen. Kazma SC uit Koeweit was bereid hem te huren voor die periode en in de tijd daar was hij de spelmaker van de ploeg. Hij pikte ook een aantal doelpunten mee.
Terug bij Al-Ahly werd hij een onbetwiste basisspeler. Samen met de andere verdedigende middenvelder, Hossam Ashour, vormde Fathy de motor van de ploeg. Tijdens zijn debuut, tegen Al Moqaouloun al-Arab, en hij scoorde ook in die wedstrijd. Coach Manuel José gebruikte hem ook wel als rechtsback, net zoals in de nationale ploeg weleens voorkomt.
In januari 2013 tekende Fathy samen met landgenoot Gedo een tijdelijk contract bij het Engelse Hull City. Op 4 mei 2013 speelde Hull City gelijk bij kampioen Cardiff City. Doordat concurrent Watford verloor bij Leeds United, verzekerde Hull City zich via de tweede plaats van promotie naar de Premier League. De laatste keer dat Hull City actief was op het hoogste niveau was in het seizoen 2009/10. In de zomer van 2013 keerde Fathy weer terug naar Al-Ahly. In 2014 maakte hij de overstap naar Umm-Salal in Qatar. Een jaar later keerde Fathy terug naar Al-Ahly. Eind 2020 vertrok hij naar Pyramids. Fathy besloot in september 2024 op negenendertigjarige leeftijd een punt achter zijn actieve loopbaan te zetten.

## Interlandcarrière
Fathy werd de jongste international van Egypte toen hij op zeventienjarige leeftijd in 2001 meespeelde tegen Zuid-Afrika. Bondscoach Mohsen Saleh selecteerde hem al voordat hij zijn debuut voor Ismaily had gemaakt. Hij was onderdeel van de selectie die het Afrikaanse Jeugdkampioenschap 2003 in Burkina Faso won. In 2006 won hij met Egypte in het Cairostadion de finale van de Afrika Cup van Ivoorkust via strafschoppen.